# Zones humides de l'arrière dune des pays de Born et de Buch
Zones humides de l'arrière dune des pays de Born et de Buch este o arie protejată (sit de importanță comunitară — SCI) din Franța întinsă pe o suprafață de 12.915 ha, integral pe uscat.

## Localizare
Centrul sitului Zones humides de l'arrière dune des pays de Born et de Buch este situat la coordonatele 44°19′39″N 1°10′19″W / 44.32748°N 1.172°V.

## Înființare
Situl Zones humides de l'arrière dune des pays de Born et de Buch a fost declarat arie specială de conservare în baza directivei 92/43 din 1992 referitoare la conservarea habitatelor naturale și a faunei și florei sălbatice pentru a proteja 3 specii de plante și 13 specii de animale.

## Biodiversitate
Situată în ecoregiunea atlantică, aria protejată conține 29 de habitate naturale: Păduri acidofile de stejar bătrân cu Quercus robur pe câmpii nisipoase, Păduri de stejar galițio-portugheze cu Quercus robur și Quercus pyrenaica, Dune de coastă fixe cu vegetație erbacee („dune gri”), Dune împădurite din regiunile atlantică, continentală și boreală, Lacuri și iazuri distrofice naturale, Pajiști uscate europene, Formațiuni ierboase bogate în specii de Nardus, dezvoltate pe substraturi silicioase în zone montane (și în zone submontane, în Europa continentală), Pajiști cu Molinia pe soluri calcaroase, turboase sau argilos-nămoloase (Molinion caeruleae), Liziere de ierburi înalte hidrofile de câmpie și de nivel montan până la alpin, Faleze cu vegetație de pe coastele atlantice și baltice, Mlaștini turboase de tranziție și turbării mișcătoare, Mlaștini împădurite, Dune cu Salix repens ssp. argentea (Salicion arenariae), Râuri cu maluri nămoloase cu vegetație de Chenopodion rubri p.p. și Bidention p.p., Ape stătătoare oligotrofe până la mezotrofe, cu vegetație de Littorelletea uniflorae și/sau de Isoëto-Nanojuncetea, Mlaștini calcaroase cu Cladium mariscus și specii de Caricion davallianae, Cursuri de apă de la nivel de câmpie la nivel montan, cu vegetație Ranunculion fluitantis și Callitricho-Batrachion, Depresiuni intradunale umede, Pajiști umede atlantice temperate cu Erica ciliaris și Erica tetralix, Ape oligotrofe din câmpii nisipoase, cu un conținut foarte redus de minerale (Littorelletalia uniflorae), Lacuri eutrofice naturale cu vegetație de tip Magnopotamion sau Hydrocharition, Turbării active, Mlaștini oligotrofe degradate, capabile încă de regenerare naturală, Depresiuni pe substraturi de turbă de Rhynchosporion, Păduri aluvionare cu Alnus glutinosa și Fraxinus excelsior (Alno-Padion, Alnion incanae, Salicion albae), Pășuni atlantice udate de apa mării (Glauco-Puccinellietalia maritimae), Tufărișuri halofile mediteraneene și termo-atlantice (Sarcocornetea fruticosi), Dune mobile cu vegetație embrionară, Ape oligotrofe în general din solurile nisipoase vest-mediteraneene, cu un conținut foarte redus de minerale, cu Isoetes spp..
La baza desemnării sitului se află mai multe specii protejate:
- plante (3): isoëtes boryana (Isoetes boryana), Luronium natans, caropsis verticillatoinundata (Thorella verticillatinundata)
- mamifere (6): liliac cârn (Barbastella barbastellus), vidră de râu (Lutra lutra), nurcă (Mustela lutreola), liliac cărămiziu (Myotis emarginatus), liliacul mare cu potcoavă (Rhinolophus ferrumequinum), liliacul mic cu potcoavă (Rhinolophus hipposideros)
- nevertebrate (5): Coenagrion mercuriale, Coenonympha oedippus, fluturele auriu (Euphydryas aurinia), libelule (Leucorrhinia pectoralis), Oxygastra curtisii
- pești (1): cicar (Lampetra planeri)
- reptile (1): țestoasa de baltă (Emys orbicularis)

Pe lângă speciile protejate, pe teritoriul sitului au mai fost identificate 8 specii de plante, 14 specii de păsări, 4 specii de mamifere, 3 specii de nevertebrate, 1 specie de pești, 8 specii de reptile.